# Напад Аріарата V на Прієну
Напад Аріарата V на Прієну — конфлікт каппадокійського царя Аріарата V Філопатора з іонійським містом Прієна, котрий стався у 150-х роках до н. е.

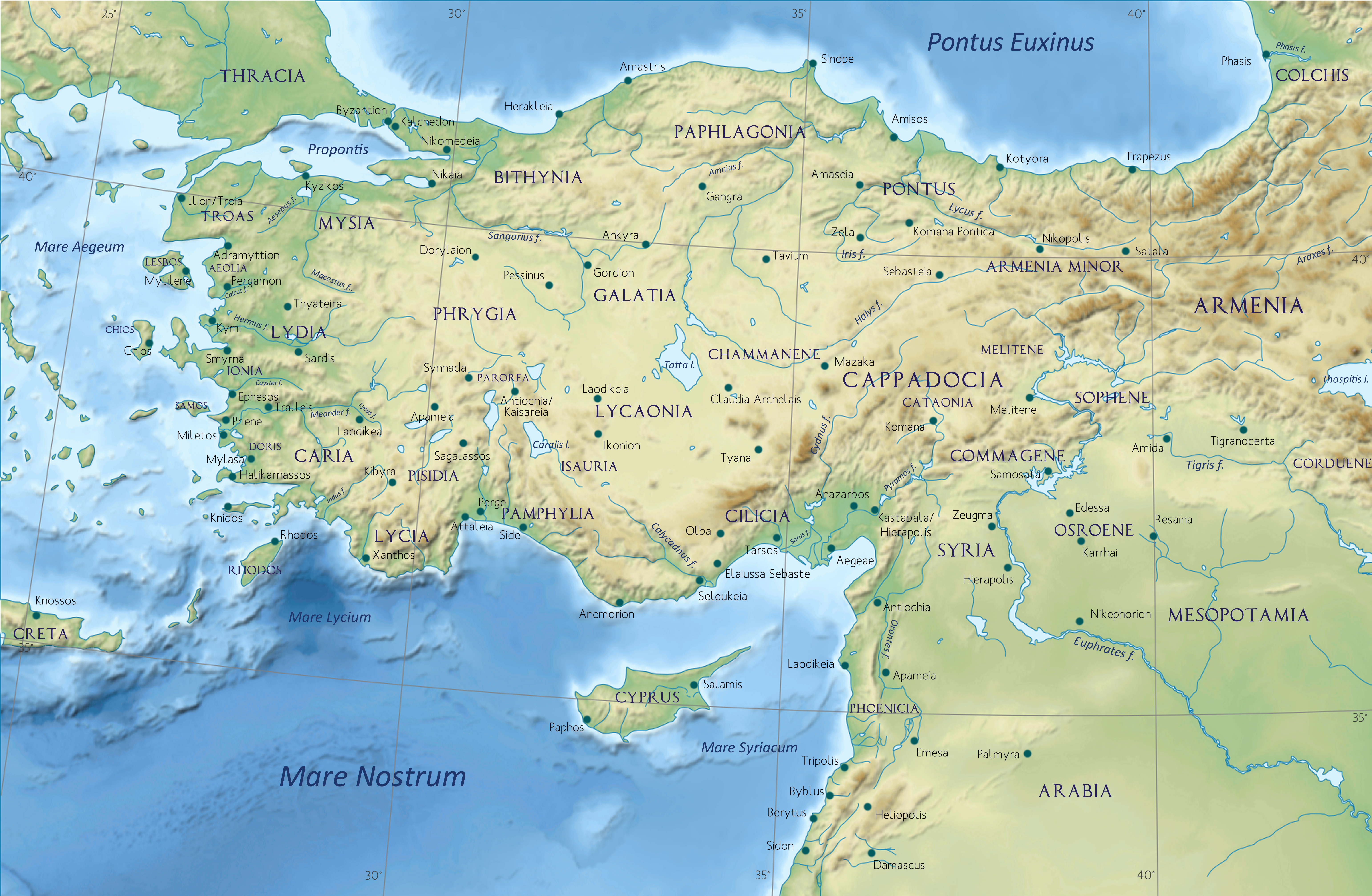
Карта Малої Азії. На сході півострова позначена Каппадокія, а на узбережжі Егейського моря мід Мілетом та Ефесом — Прієна

У першій половині 150-х претензії на каппадокійський престол висунув Ороферн — чи то дійсно брат Аріарата V, чи то самозванець. За допомогою сирійського царя Деметрія I претендент зміг на певний час оволодіти країною, проте Аріарат за допомогою дружнього йому царя Пергаму Аттала II та римлян зміг повернути собі владу. Ороферн втік до свого союзника, проте вступив там у спілку з його ворогами і був запроторений до в'язниці.
Під час свого короткого владарювання у Каппадокії Ороферн вдався до масштабних зловживань для збору коштів, необхідних йому для розрахунку з Деметрієм (допомога останнього вартувала 1000 талантів, з яких 600 були фактично виплачені) та найманцями. Втім, на випадок несприятливого розвитку подій Ороферн частину зібраних коштів — 400 талантів — відіслав на зберігання до розташованого на східному узбережжі Егейського моря міста Прієна.
Після повалення Ороферну Аріарат звернувся до приєнійців з вимогою передати йому розміщені тим кошти. Містяни, цілком у відповідності до діючих звичаїв, відповіли, що не можуть віддати гроші нікому, допоки Ороферн живий. Незважаючи на гнів каппадокійського володаря, Прієна могла б почуватись у безпеці, оскільки перебувала за сотні кілометрів від його царства. Проте цар Пергаму Аттал, територія якого якраз і лежала між Іонією та Каппадокією, окрім союзницьких відносин з Аріаратом, мав власні суперечки з прієнійцями. Як наслідок, каппадокійцям був забезпечений вільний прохід до узбережжя Егеїди.
Висланий Аріаратом загін хоча й не захопив місто, проте страшенно спустошив його околиці — як зазначає Полібій, трупи валялись під самими стінами Прієни, а її мешканці не мали змоги чинити спротив. Вони звернулися по захист до родосців, а потім і до римлян, проте не досягли цим нічого. Втім, прієнійці так і не порушили своїх зобов'язань та в підсумку повернули кошти Ороферну, не тільки не отримавши від своєї фінансової операції зиску, але й зазнавши великих збитків.